# Teinobasis samaritis
Teinobasis samaritis là một loài chuồn chuồn kim trong họ Coenagrionidae.
Loài này được xếp vào nhóm Loài ít quan tâm trong sách Đỏ của IUCN năm 2008, de trend van de populatie is volgens de IUCN stabiel.
Teinobasis samaritis được Ris miêu tả khoa học năm 1915.